# Кук, Шербёрн
Шербёрн Френд Кук, англ. Sherburne Friend Cook (31 декабря 1896, Спрингфилд, Массачусетс — 7 ноября 1974, Монтерей, Калифорния) — американский физиолог, получивший известность также как антрополог-индеанист и один из основоположников количественного анализа в археологии. Был деканом факультета физиологии в Калифорнийском университете в г. Беркли.
Получил образование в Гарвардском университете. Во время 1-й мировой войны служил во Франции. Защитил докторскую диссертацию «Токсичность тяжёлых металлов при вдыхании» (The Toxicity of the Heavy Metals in Relation to Respiration) в 1925 году. Преподавал физиологию в Беркли с 1928 г. и до своей отставки в 1966 году.
Кук неоднократно возвращался к теме оценки количества доколумбова населения Калифорнии, центральной Мексики и ряда других регионов, а также к вопросам о причинах и скорости снижения численности населения индейцев. Его работы нередко подвергались критике, не в последнюю очередь в связи с тем, что он в своих оценках приходил к гораздо более высоким цифрам, чем другие исследователи(см. напр. Mathes 2005).

## Избранные публикации
- The Extent and Significance of Disease among the Indians of Baja California. 1935. Ibero-Americana No. 12. University of California, Berkeley.
- The Population of Central Mexico in the Sixteenth Century. 1948. Ibero-Americana No. 31. University of California, Berkeley.
- (with Woodrow Borah) Essays in Population History. 1971—1979. 3 vols. University of California Press, Berkeley.
- The Conflict between the California Indians and White Civilization. 1976. University of California Press, Berkeley. (Reprinting six studies originally published in Ibero-Americana, 1940—1943)
- The Population of the California Indians, 1769—1970. 1976. University of California Press, Berkeley.

## Награды
- Стипендия Гуггенхайма 1938 г.